# Nako (département)
Cet article concerne le département et la commune rurale. Pour le village chef-lieu, voir Nako (Burkina Faso).
Nako est un département et une commune rurale de la province du Poni, situé dans la région du Sud-Ouest au Burkina Faso.

## Géographie

### Démographie
- En 1996, le département comptait 27 054 habitants recensés[2],[3].
- En 2006, le département comptait 27 916 habitants recensés[4].
- En 2019, le département comptait 31 843 habitants recensés[1].

## Administration

### Villages
Le département et la commune rurale de Nako est composé de soixante-dix-huit villages, dont le village chef-lieu homonyme (données de population consolidées issues du recensement général de 2006) :
- Babière (393 habitants)
- Bakpara (274 habitants)
- Balarkar (411 habitants)
- Bambourou (221 habitants)
- Banipoulé (119 habitants)
- Barro (344 habitants)
- Bélé (446 habitants)
- Bobora (181 habitants)
- Bori-Kouladori (285 habitants)
- Boukairo (730 habitants)
- Boulimbié (269 habitants)
- Dadjou (230 habitants)
- Dapola (807 habitants)
- Dèdèra (327 habitants)
- Diangara (626 habitants)
- Diolompo (253 habitants)
- Djipla (387 habitants)
- Djotouléla (252 habitants)
- Dolonsié (235 habitants)
- Doumasser (562 habitants)
- Dounkora (345 habitants)
- Gacoula (359 habitants)
- Gbongané (75 habitants)
- Gbonsèra (258 habitants)
- Gourkpé-Soum (497 habitants)
- Guiguiné (923 habitants)
- Hantom (245 habitants)
- Hemkoa (150 habitants)
- Horao (612 habitants)
- Komon (535 habitants)
- Kori (148 habitants)
- Korou (130 habitants)
- Kourbéra-Poura (570 habitants)
- Kourgbélé (381 habitants)
- Kouténadouo (471 habitants)
- Kouténao (329 habitants)
- Kpatoura (352 habitants)
- Kpélinkpé (220 habitants)
- Lemka (822 habitants)
- Lodiompo (383 habitants)
- Lokonao (260 habitants)
- Lokono (284 habitants)
- Mara-Gnawan (298 habitants)
- Marinkoura (227 habitants)
- Mihébra (113 habitants)
- Minièra (503 habitants)
- Moulèra (432 habitants)
- Nambèra (276 habitants)
- Nako (1 540 habitants), chef-lieu
- Nandoli (419 habitants)
- Nianiara (129 habitants)
- Oussoupèra-Fétéo (173 habitants)
- Péramèra (243 habitants)
- Pissiné (121 habitants)
- Sabra (187 habitants)
- Salsi (209 habitants)
- Sandora (148 habitants)
- Sangol (711 habitants)
- Sibtéon (93 habitants)
- Soumouo-Yobra (289 habitants)
- Tabou (494 habitants)
- Talliéré-Ikori (711 habitants)
- Talliéré-Sagnon (370 habitants)
- Talliéré-Sawar (291 habitants)
- Tambili (170 habitants)
- Téniankoura (322 habitants)
- Tiarkiro (358 habitants)
- Tiéka (430 habitants)
- Timbio (707 habitants)
- Timbisséo (346 habitants)
- Tinkar (135 habitants)
- Tinko (180 habitants)
- Tohédèra (112 habitants)
- Tounagnèra (256 habitants)
- Waraba-Zinkar (482 habitants)
- Yabar (275 habitants)
- Youlao (301 habitants)
- Youmbara (164 habitants)